# Anne Patzwald

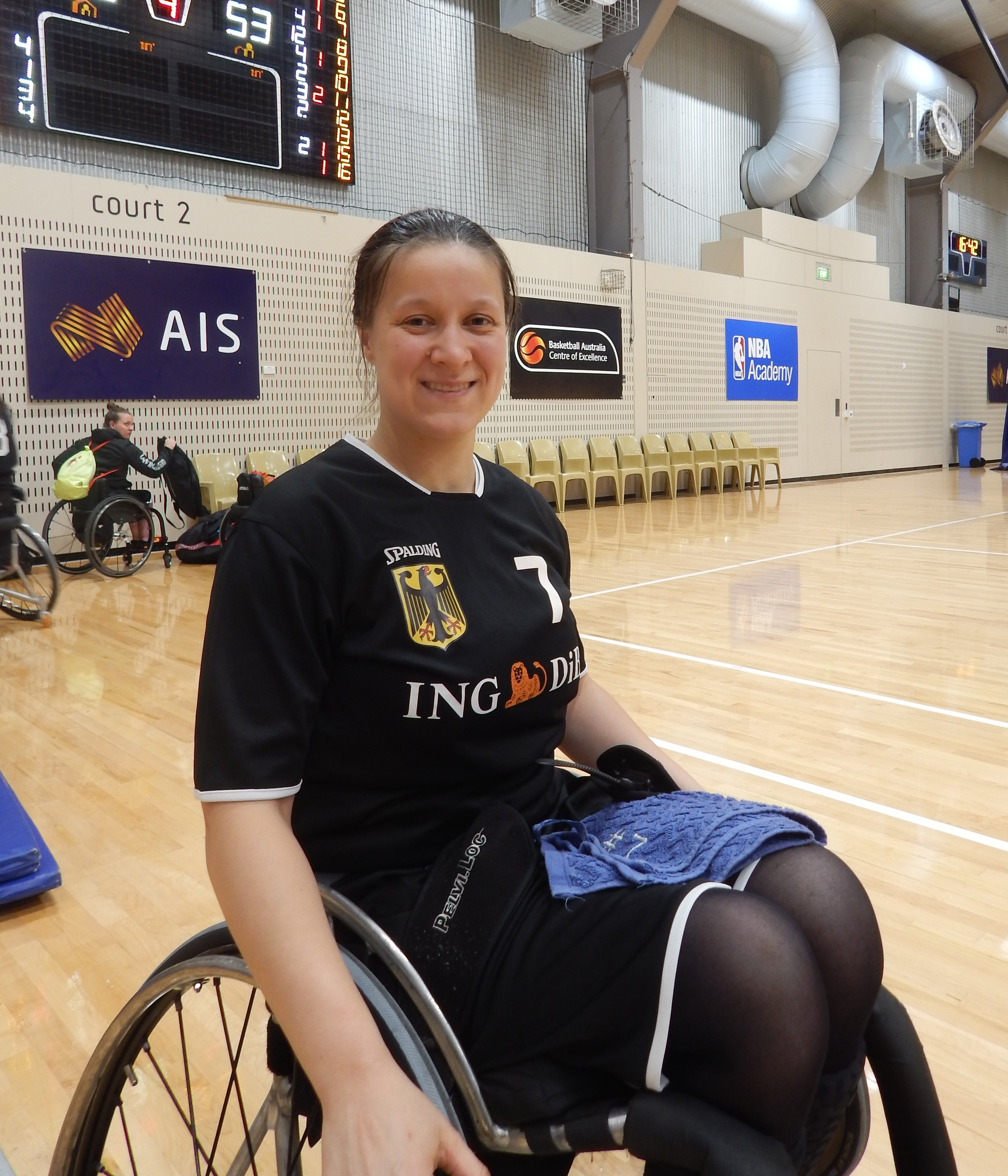
Anne Patzwald, 2018

Anne Patzwald (* 2. Juli 1989 in Wilhelm-Pieck-Stadt Guben) ist eine deutsche Rollstuhlbasketballspielerin. Sie spielt derzeit bei den BG Baskets Hamburg in der Rollstuhlbasketball-Bundesliga sowie in der deutschen Frauen-Nationalmannschaft.
Patzwald nahm 2016 an den Sommer-Paralympics in Rio de Janeiro teil und gewann dort mit der deutschen Mannschaft eine Silbermedaille. Dafür wurde sie von Bundespräsident Joachim Gauck zusammen mit der deutschen Rollstuhlbasketballmannschaft mit dem Silbernen Lorbeerblatt ausgezeichnet.